# 마케도니아쥐
마케도니아쥐(Mus macedonicus)는 쥐과 생쥐속에 속하는 설치류의 일종이다. 조지아 동부 지역부터 불가리아 서부와 이스라엘 지역까지 서식한다. 생쥐(M. musculus)와 스텝쥐(M. spicilegus), 알제리쥐(M. spretus)와 함께 전북구 개체군을 형성하는 3종으로 간주되었다.

## 특징
마케도니아쥐는 몸무게 15g의 작은 설치류이다. 장소에 따라 털 색이 크게 차이가 난다. 터키의 수많은 표본에 대한 연구에서, 마케도니아쥐의 등 쪽 털은 짙은 갈색부터 밝고 연한 갈색과 검붉은 갈색까지 띤다.
 옆구리를 따라서 등 쪽과 배 쪽 털 색이 분명하게 구분되는 선이 나타난다. 배 쪽은 희끄무레한 회색과 순백색, 누르스름한 흰색, 불그스레한 희색 등 다양하다. 귀에는 작고 흰 털이 나 있다. 꼬리 윗면은 짙은 갈색인 반면에 아랫면은 연한 색을 띤다. 발바닥은 털이 없는 반면에 발 윗 등은 흰 털이 나 있다. 야행성 동물이다.